# オランダの音楽チャート
オランダの音楽チャート（オランダのおんがくチャート）には次のようなものがある。
- メハ・トップ50 - メハカフツが集計・発表するシングル・チャート。
- ネーダラントス・トップ40 - 売上と放送回数に基づいたシングル・チャート。
- シングル・トップ100 - メハカフツが集計・発表する、売上のみに基づいたシングル・チャート。